# Lipoprotein velike gostote
Lipoprotein velike gostote (tudi lipoprotein visoke gostote) ali HDL (angl. high density lipoprotein) je lipoprotein v krvi, ki vsebuje največji delež apolipoproteinov. Gre za enega od petih najpomembnejših skupin lipoproteinov. Lipoproteini so kompleksno grajeni delci, ki jih sestavljajo lipidi in različne beljakovine,  njigova naloga pa je prenašanje vseh maščobnih (lipidnih) delcev zunaj celic po telesu. V enem lipoproteinu je običajno okoli 80–100 beljakovin. Med potovanjem po krvotoku se delci HDL večajo, saj privzemajo več in več maščobnih molekul. Posamezen delec HDL prenaša po telesu do več sto maščobnih molekul. HDL v perifernih tkivih privzame holesterol in ga neposredno ali posredno preko drugih lipoproteinov prenese v jetra, kjer se holesterol pretvori v žolčne kisline. Njegova visoka koncentracija v krvi zmanjšuje tveganje za nastanek ateroskleroze.

## Pregled
Glede na gostoto in velikost (ki sta v nasprodnem razmerju) poznamo pet vrst lipoproteinov (hilomikrone, lipoproteine zelo majhne gostote ali VLDL, lipoproteine majhne gostote ali LDL, lipoproteine vmesne gostote ali IDL in lipoproteine velike gostote ali HDL), ki imajo tudi različne funkcije v presnovi maščob ter različno vlogo pri nastanku srčno-žilnih dogodkov. Za razliko od večjih lipoproteinov, ki prenašajo maščobe v telesu do celic različnih tkiv, jih lipoproteini velike gostote odstranjujejo iz tkiv. Med maščobne molekule, ki jih prenašajo od celic različnih tkiv v jetra, spadajo holesterol, fosfolipidi in trigliceridi, njihova razmerja v lipoproteinih velike gostote pa so spremenljiva.